# Verano Brianza
Verano Brianza ist eine norditalienische Gemeinde (comune) mit 9154 Einwohnern (Stand 31. Dezember 2023) in der Provinz Monza und Brianza in der Lombardei. Die Gemeinde liegt etwa 11,5 Kilometer nordnordwestlich von Monza und etwa 24 Kilometer nördlich von Mailand. Durch Verano Brianza fließt westlich der Ortschaft der Lambro.

## Geschichte
Der Name der Gemeinde leitet sich wohl von dem Römer Antonius Marcus Vero ab; erst später wandelte sich der Name zu dem heutigen Toponym. Die Ergänzung um die Bezeichnung Brianza diente der Abgrenzung zur gleichnamigen Gemeinde in Südtirol.

## Persönlichkeiten
- Paolo Nespoli (* 1957), Astronaut (Space Shuttle Missionen 2007, 2010), in Verano Brianza aufgewachsen

## Verkehr
Durch die Gemeinde führt die Strada Statale 36 del Lago di Como e dello Spluga von Mailand kommend zu den norditalienischen Seen bis nach Chiavenna.